# Église grecque-catholique bulgare
L'Église grecque-catholique bulgare (également appelée Église gréco-catholique bulgare) ou Église catholique byzantine bulgare est une des Églises catholiques orientales en pleine communion avec le Saint-Siège catholique et conservant leurs anciens rites byzantins. Le chef de l'Église porte le titre d'Évêque des Byzantins, avec résidence à Sofia en Bulgarie (titulaire actuel : Mgr Petko Valov depuis 2024).

## Organisation
L'exarchat comptait 21 paroisses et environ 10 000 fidèles en 2005. La plupart vivent dans les villages bulgares du Banat roumain.
Cette Église porte désormais le nom d'éparchie Saint-Jean-XXIII de Sofia des Byzantins ; son église-mère est la  cathédrale de la Dormition de Sofia.